# Guan Chenchen
Guan Chenchen (* 25. September 2004 in der Provinz Hubei) ist eine chinesische Kunstturnerin. Bei den Olympischen Sommerspielen 2020 wurde sie Olympiasiegerin am Schwebebalken.

## Karriere
Guan nahm an den Weltmeisterschaften der Junioren 2019 in Győr teil. Im Mehrkampf gewann sie dort mit dem chinesischen Team eine Silbermedaille, außerdem erreichte sie beim Sprung den sechsten Platz. Im folgenden Jahr wurde sie am Stufenbarren chinesische Meisterin.

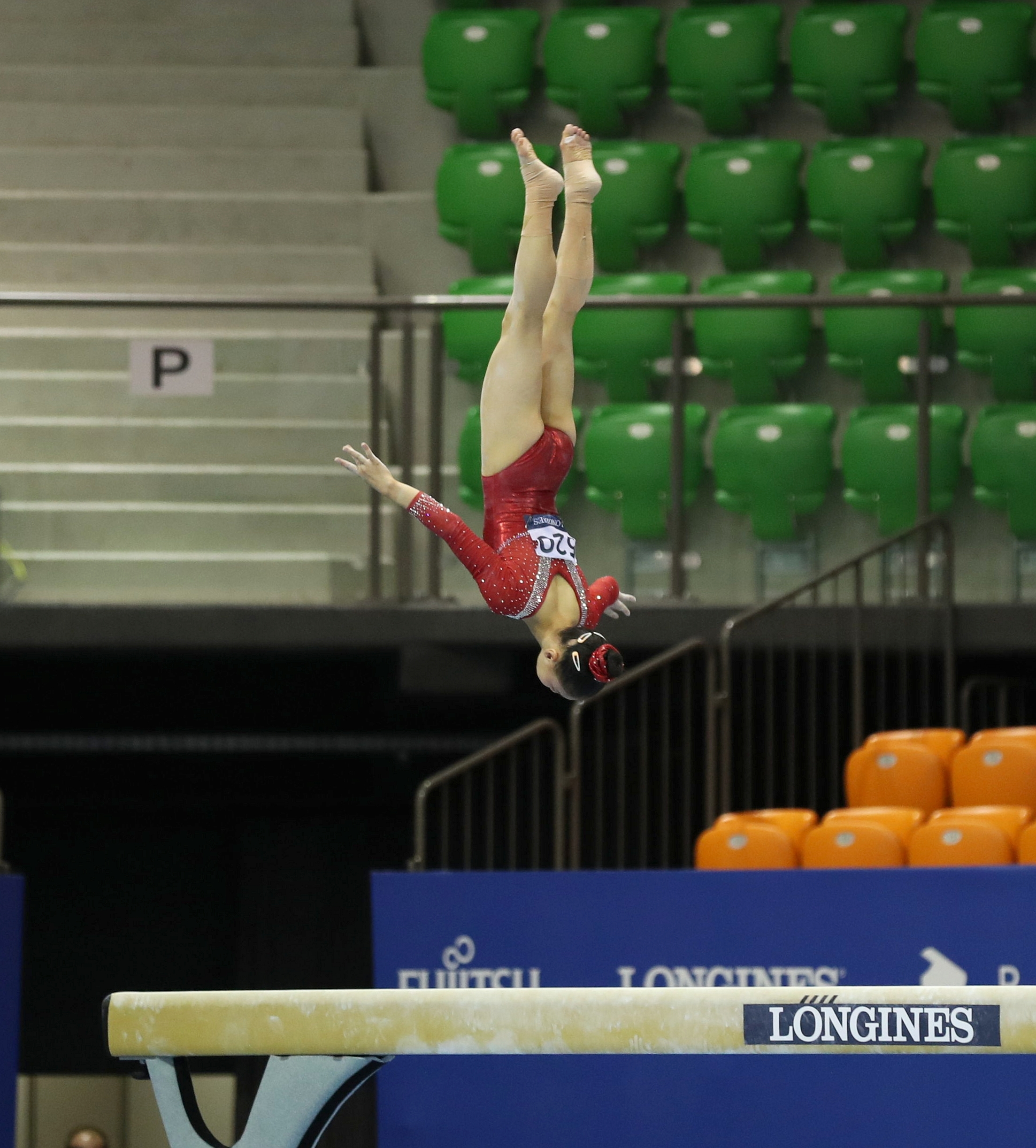
Guan am Schwebebalken (2019)

Im Jahr 2021 trat sie bei den Olympischen Spielen in Tokio allein in der Disziplin Schwebebalken an. Für das Finale qualifizierte sie sich mit der höchsten Gesamtpunktzahl und mit der höchsten gezeigten Schwierigkeit von 6,900. Im Finale gewann sie mit der höchsten Schwierigkeit von 6,600 und der zweitbesten Ausführung die Goldmedaille vor ihrer Landsfrau Tang Xijing und der US-Amerikanerin Simone Biles.   
Im Oktober 2022 wurde Guans Rücktritt vom Sport in Verbindung mit ihrem Studienbeginn an der Zhejiang-Universität bekannt.